# Trumpington
Trumpington är en stadsdel i Cambridge i grevskapet Cambridgeshire i England. Stadsdelen hade 12 386 invånare år 2021.
Den ligger på den sydvästra sidan av staden och gränsar till Cherry Hinton i öst, Grantchester i väst samt Great Shelford och Little Shelford i sydost. Byn var en separat församling fram till 1900-talet. 1912 överfördes allt land norr om Long Road till Cambridge och 1934 överfördes det mesta av den återstående marken (inklusive hela byn). Endast 382 tunnland, nästan helt obebodda, överfördes till församlingen Haslingfield. Civil parish hade 1 183 invånare år 1931. Byn nämndes i Domedagsboken (Domesday Book) år 1086, och kallades då Trunpinton(e).
Chaucers The Reeve's Tale utspelas i denna by, och en kvarn vid floden Cam nämns i berättelsen. Kvarnens antas ha legat vid Old Mill Holt, en plats vid floden sydväst om byn. Författaren G. A. Henty var född i Trumpington och BBC-journalisten Bridget Kendall växte upp där.